# Mikó Miklós (történetíró)
Bodoki Mikó Miklós (Sepsibodok, 1597. március 23. – Sepsibodok, 1668. február 18.) erdélyi magyar történetíró, földbirtokos, hivatalnok.

## Életútja
1618-tól Kornis Zsigmond udvarában szolgált apródként, majd 1619-ben Bethlen Gábor fejedelem mellett dolgozott titkárként. 1622-ben visszavonult háromszéki birtokára, ahol gazdasága ügyeit intézte. 1641-ben Sepsiszék alkirálybírójává választották, majd az 1649. évi erdélyi országgyűlésen is részt vett mint Sepsiszék követe.

## Munkássága
Erdély 1597 és 1667 közötti történetét, főbb eseményeit megörökítő emlékiratát 1868-ban Orbán Balázs fedezte fel Kézdikőváron.

## További irodalom
- XVII-ik századi ismeretlen naplók. In: Századok 1868. 278. o.
- Kelemen Lajos: Bodoki Mikó Miklós családi krónikája. In: Genealógiai Füzetek. 1906. 4. sz.